# Centrum für Deutsches und Internationales Baugrund- und Tiefbaurecht
Das Centrum für Deutsches und Internationales Baugrund- und Tiefbaurecht e.V. (CBTR) ist ein deutscher gemeinnütziger Verein mit Sitz in Schrobenhausen, der sich mit der interdisziplinären Fortentwicklung des Tiefbaurechts in unmittelbarer Abstimmung mit der Deutschen Gesellschaft für Geotechnik (DGGT), der Deutschen Gesellschaft für Baurecht e.V. und der STUVA befasst. Er steht in Kooperation mit dem Online-Portal www.baurechtsuche.de, einer Suchhilfe für Bausachverständige, Bauanwälte und Mediatoren.

## Geschichte
Der Verein wurde 2001 von Klaus Englert initiiert und als Gründungspräsident zunächst geführt. Ab 2002 bis Ende 2023 stand Axel Wirth, promovierter Universitätsprofessor an der TU Darmstadt für Baurecht, dem Verein vor. In der Mitgliederversammlung vom 22. Dezember 2023 wurde Rechtsanwalt Florian Englert, Mitglied im Vorstand der Deutschen Gesellschaft für Baurecht e.V. und promovierter Fachanwalt für Bau- und Architektenrecht sowie für Strafrecht, der bereits viele Jahre im Vorstand als Schatzmeister tätig war, als Nachfolger gewählt. Das CBTR ist Mitglied im Deutschen Baugerichtstag e.V. und hat u. a. durch zahlreiche spezifische Veröffentlichungen sowie den wissenschaftlichen Tagungen und nicht zuletzt durch die Mitwirkung in zahlreichen Normungsgremien das Richterrecht und die Geotechnik seit über 20 Jahren maßgeblich mitbestimmt. Insbesondere die alternierenden Tagungsorte, auch in Österreich und der Schweiz, führten zu einem hohen auch internationalem Bekanntheitsgrad (Schrobenhausen, Stuttgart, Tegernsee, Berlin, Hamburg, Zürich, Lübeck, Dresden, Wien, Mainz, Regensburg, Köln und Würzburg).

## Aktivitäten und Eckdaten
Dem Verein gehörten Ende 2023 ca. 200 Mitglieder aus dem Bauwesen, Vertreter von Universitäten und Hochschulen, Auftraggeber, Bauunternehmer und Baukonzerne, Architekten, Sachverständige usw. und der Richterschaft an. Im zweijährlichen Turnus finden Tagungen statt, der wissenschaftliche Beirat besteht aus 20 Persönlichkeiten aus Bautechnik, Versicherungswirtschaft, Baurecht und Baubetriebwirtschaft. Zu den Hauptaufgaben zählt auch die Herausgabe bzw. Mitwirkung an baugrundspezifischen Veröffentlichungen durch die Mitglieder des CBTR.

## Vorstand
Derzeitiger Präsident ist seit dem 22. Dezember 2023 der Rechtsanwalt und Lehrbeauftragte u. a. für Baugrundrecht, Florian Englert, Schrobenhausen.
Weitere Mitglieder:
- Johannes Jochem, Vizepräsident, Rechtsanwalt und Notar, Wiesbaden
- Kilian Seitle, Geschäftsführer, Rechtsanwalt, Absolvent des Master-Studiums „Baurecht“ an der Philipps-Universität Marburg, Hohenwart
- Elke Schwartz, Schatzmeisterin, Fachanwältin und Lehrbeauftragte  für Bau- und Architektenrecht, Waldkirchen
- Prof. Dr. - Ing. Volker Wirth, Schriftführer, Direktor der AKABau an der THD Deggendorf

## Tiefbaurechtspreis
Der Tiefbaurechtspreis wird vom CBTR an Persönlichkeiten aus der Bautechnik und dem Baurecht verliehen, die sich in besonderer Weise mit der Problematik des Baugrundes als Baustoff aus rechtlicher, geotechnischer oder baubetrieblicher Hinsicht befasst haben.

### Preisträger
(Quelle: )
- 2002 Götz von Craushaar, Freiburg i.Br. (auch Träger des Deutschen Baurechtspreises der DGfB)
- 2003 Gerd Motzke, Augsburg
- 2004 Klaus Vygen, Düsseldorf
- 2005 Rudolf Floss, Rottach-Egern
- 2005 Klaus Dieter Kapellmann, Mönchengladbach
- 2007 Hans Ganten, Bremen (auch Träger des Deutschen Baurechtspreises der DGfB)
- 2007 Paul von Soos, München
- 2008 Karlheinz Bauer, Schrobenhausen
- 2009 Dieter Putzier, Hamburg
- 2009 Victor Rizkallah, Hannover
- 2011 Hans Georg Kempfert, Kassel
- 2011 Klaus Englert, Schrobenhausen
- 2013 Rolf Katzenbach, Darmstadt
- 2013 Georg-Friedger Drewsen, Hamburg
- 2015 Martin Ziegler, Aachen
- 2015 Horst Franke, Frankfurt am Main
- 2017 Rolf Kniffka, Hamm (auch Träger des Deutschen Baurechtspreises der DGfB)
- 2017 Thomas Bauer, Schrobenhausen
- 2019 Dieter Kainz, München
- 2019 Karl Morgen, Hamburg
- 2022 Burkhard Messerschmidt, Bonn-München
- 2022 Jürgen Grabe, Hamburg
- 2024 Karl-Heinz Keldungs, Düsseldorf (auch Träger des Deutschen Baurechtspreises der DGfB)
- 2024 Christian Moormann, Stuttgart
- 2024 Axel Wirth, Mainz

## Ehrenmitglieder
- Karlheinz Bauer, Pionier des Spezialtiefbaus, Erfinder des „Bauer-Ankers“, seit 2008, Schrobenhausen
- Rolf Kniffka, Vorsitzender Richter des Bundesgerichtshofs. VII.Senat bis 2014, seit 2015, Hamm
- Rudolf Floss, Ordinarius der Fakultät für Geotechnik der TU München, seit 2019, Rottach-Egern
- Bernhard Rauch, Professor für Bau- und Architektenrecht, langjähriger Geschäftsführer, seit 2022, Regensburg
- Axel Wirth, Professor für Bau- und Architektenrecht, Präsident des CBTR von 2002 bis 2023, seit 2024, Mainz

## Veröffentlichungen
- zusammen mit dem Hauptverband der Deutschen Bauindustrie e.V. und der Berufsgenossenschaft BAU: „Kampfmittelmerkblatt“ (www.kampfmittelportal.de), 2016, federführend: Uwe Hinzmann und Dirk Siewert; Co-Autoren: Florian Englert und Klaus Englert
- zusammen mit dem Hauptverband der Deutschen Bauindustrie e.V.: Merkblatt „Baulärm“, 2016, federführend: Dirk Siewert; Co-Autoren: Stephanie Englert-Dougherty, Axel Wirth und Klaus Englert
- in Kooperation Werner Verlag, bzw. Englert et al: „Handbuch des Baugrund- und Tiefbaurechts“, 5. Auflage 2016
- in Kooperation mit den Verlagen C.H.Beck und Beute, München-Berlin, VOB Teil C, Großkommentar, herausgegeben von Klaus Englert, Rolf Katzenbach und Gerd Matzke

Das Organ des CBTR ist die von der Deutschen Gesellschaft für Geotechnik e.V. herausgegebene Zeitschrift GEOTECHNIK.

## Belege
1. ↑  (Laudationes nachlesbar www.cbtr.de)